# Melitta eickworti
Melitta eickworti är en biart som beskrevs av Roy R. Snelling och Stage 1995. Melitta eickworti ingår i släktet blomsterbin och familjen sommarbin. Inga underarter finns listade i Catalogue of Life.

## Beskrivning
Melitta eickworti är ett bi med svart grundfärg och brunaktiga ben. Arten har tydlig könsdimorfism; hanen är drygt 7 mm lång, honan drygt 11 mm.
Honan har vitaktig päls på huvud och mellankropp, övergående till gulaktigt på sidorna och clypeus, medan käkarna har rödgul behåring och ryggen kan ha en lätt inblandning av svarta hår. Tergiterna 2 till 4 har blek behåring med tunna, avbrutna, vita filtband i bakkanterna.
Hanen påminner om honan, men de svarta hår som kan förekomma på honans rygg är, om de finns, gråaktiga hos hanen. Bakkroppen har samma hårband på tergit 2 till 4 som honan, men hos hanen är de ännu mera oregelbundna. Tergit 5 till 7 (de tre sista tergiterna) har mörk hårbeklädnad, men saknar hårband i bakkanterna.

## Utbredning
Arten förekommer i nordöstra USA, med ungefärlig sydgräns i North Carolina.

## Ekologi
Habitatet utgörs av undervegetationen i skuggiga skogar.
Melitta eickworti är oligolektisk när det gäller pollen, den är specialiserad på en enda växtfamilj, i detta fall ljungväxter, där den föredrar odonsläktet, bland annat hjortbär. Nektar kan även hämtas från ljungväxter.
Arten är solitär, det vill säga arten har inga kaster i form av drottningar, arbetare och drönare, utan honan står själv för omhändertagandet av avkomman, för vilken hon, som alla i familjen, inrättar ett underjordiskt larvbo.